# شريان الفك العلوي
الشريان الفكي العلوي (بالإنجليزية: Maxillary artery)‏ يزود التراكيب العميقة في الوجه بالتروية الدموية وهو فرع من الشريان السباتي الظاهر.